# إدوارد هاريسون
إدوارد هاريسون (بالإنجليزية: Edward Harrison May)‏ (و. 1824 – 1887 م) هو رسام من الولايات المتحدة الأمريكية .